# Tongxian (socken i Kina)
Tongxian (kinesiska: 通仙乡, 通仙) är en socken i Kina. Den ligger i provinsen Sichuan, i den sydvästra delen av landet, omkring 110 kilometer öster om provinshuvudstaden Chengdu. Antalet invånare är 12 874. Befolkningen består av 6 136 kvinnor och 6 738 män. Barn under 15 år utgör 14,0 %, vuxna 15-64 år 74 %, och äldre över 65 år 11,0 %.
Genomsnittlig årsnederbörd är 1 312 millimeter. Den regnigaste månaden är juli, med i genomsnitt 321 mm nederbörd, och den torraste är december, med 6 mm nederbörd.